# Indian Beach (Caroline du Nord)
Indian Beach est une ville américaine située dans le comté de Carteret dans l'État de Caroline du Nord. En 2010, sa population était de 112 habitants.

## Démographie
| 1980 | 1990 | 2000 | 2010 | - | - |
| ---- | ---- | ---- | ---- | - | - |
| 54   | 153  | 95   | 112  | - | - |

## Source de la traduction
- (en) Cet article est partiellement ou en totalité issu de l’article de Wikipédia en anglais intitulé « Indian Beach, North Carolina » (voir la liste des auteurs).